# Qui sème le vent récolte le tempo
Albums de MC Solaar
Prose combat
(1994)
Singles
1. Bouge de là
Sortie : 1990
2. Victime de la mode
Sortie : 1991
3. Caroline
Sortie : 1992
4. Qui Sème Le Vent Récolte Le Tempo
Sortie : 1992

Qui sème le vent récolte le tempo est le premier album studio du rappeur français MC Solaar, sorti en 1991. 
Il est considéré comme un album pionnier du rap français, notamment grâce à la chanson Bouge de là, considérée comme le premier grand tube du hip-hop français. Le nom de l'album est basé sur un proverbe du livre d'Osée « qui sème le vent, récolte la tempête ».
L'album est coproduit par Hubert Blanc-Francard (« Boom Bass »), future moitié du groupe Cassius.
De début 2000 à juillet 2021, l'album n'est plus disponible à la vente, à la suite d'un jugement rendu entre l'artiste et son ancienne maison de disque (Polydor). MC Solaar récupère ses droits à la suite de ce procès mais ne récupère les bandes que vingt ans plus tard. L'album est réédité en CD, vinyle et en streaming en juillet 2021.

## Titres
| No  | Titre                                              | Paroles                     | Musique               | Durée |
| --- | -------------------------------------------------- | --------------------------- | --------------------- | ----- |
| 1.  | Intro                                              |                             | Christophe Viguier    | 1:01  |
| 2.  | Qui sème le vent récolte le tempo                  | Claude M'Barali             | Pigale Boom Bass      | 4:13  |
| 3.  | Matière grasse contre matière grise                | Claude M'Barali             | Christophe Viguier    | 3:30  |
| 4.  | Victime de la mode                                 | Claude M'Barali             | Christophe Viguier    | 3:03  |
| 5.  | L'Histoire de l'art (feat. Soon E MC)              | Claude M'Barali             | Christophe Viguier    | 3:31  |
| 6.  | Armand est mort                                    | Claude M'Barali             | Christophe Viguier    | 3:11  |
| 7.  | Quartier nord                                      | Claude M'Barali             | Pigale Boom Bass      | 3:12  |
| 8.  | Interlude                                          |                             | Pigale Boom Bass      | 0:29  |
| 9.  | À temps partiel                                    | Claude M'Barali             | Christophe Viguier    | 3:46  |
| 10. | Caroline                                           | Claude M'Barali             | Christophe Viguier    | 4:43  |
| 11. | La Musique adoucit les Mœurs                       | Claude M'Barali, Clip Payne | Pigale Boom Bass      | 5:02  |
| 12. | Bouge de là (Part. 1)                              | Claude M'Barali             | Jean-François Delfour | 3:11  |
| 13. | Bouge de là (Part. 2) (uniquement sur CD)          | Claude M'Barali             | Jean-François Delfour | 3:05  |
| 14. | Ragga jam (feat. Daddy Mory, Big Red & Daddy Kery) | Claude M'Barali             | Christophe Viguier    | 5:13  |
| 15. | La Devise                                          | Claude M'Barali             | Jean-François Delfour | 3:43  |
| 16. | Funky Dreamer                                      |                             | Christophe Viguier    | 1:16  |

## Échantillonnage
MC Solaar travaille cet album avec beaucoup d'échantillonnages tirés de chansons des années 1970, ainsi Bouge de là est basé sur The Message (en) (1972) de Cymande, Armand est mort sur Inner City Blues (Make Me Wanna Holler) (1971) de Marvin Gaye, Caroline sur Save the World (1974) de Southside Movement (en), La devise sur Seven Minutes of Funk (1976) de Tyrone Thomas & the Whole Darn Family et You Must Learn (1989) de Boogie Down Productions, Matière Grasse Contre Matière Grise sur The Institute (1978) de Watsonian Institute, Qui sème le vent récolte le tempo sur One Cylinder (1967) de Lou Donaldson et Victime de la mode sur Hey Hey Baby (1972) de Ben Sidran.

## Réception
L'album s'est vendu à 321 700 exemplaires. Les singles Bouge de là et Caroline eurent notamment un gros succès dans le Top 50,.

## Classement
| Classement (1991) | Meilleure place |
| ----------------- | --------------- |
| France (SNEP)     | 11              |